# Liquido criogeno
Il termine liquido criogeno è spesso utilizzato per indicare sostanze che "generano freddo"; sono considerate tali quelle che hanno una temperatura di ebollizione inferiore ai −73 °C.
Le sostanze che rientrano in questa famiglia sono, ad esempio:
- azoto
- elio
- argon
- anidride carbonica
- ossigeno
- idrogeno

Normalmente questi prodotti vengono stoccati in recipienti sotto pressione o che mantengano l'isolamento termico, come bombole o dewar.
Tali sostanze sono usate per varie attività:
- raffreddamento per immersione di campioni nel criogeno (per esempio congelamento campioni biologici);
- di raffreddamento per investimento diretto o indiretto di campioni;
- operazioni di raffreddamento di materiali o atmosfere per iniezione, aspersione, spruzzo (per esempio consolidamento terreni, spegnimento incendi).

Esistono naturalmente anche rischi derivanti dall'utilizzo accidentale, come:
- ustioni da freddo;
- in caso di schizzi, danni permanenti agli occhi.